# Jardim da Vitória
O Jardim da Vitória (em chinês:  得勝花園, em inglês:  Victory Garden), localiza-se na Avenida de Sidónio Pais, na Região Administrativa Especial de Macau da República Popular da China. 

## História

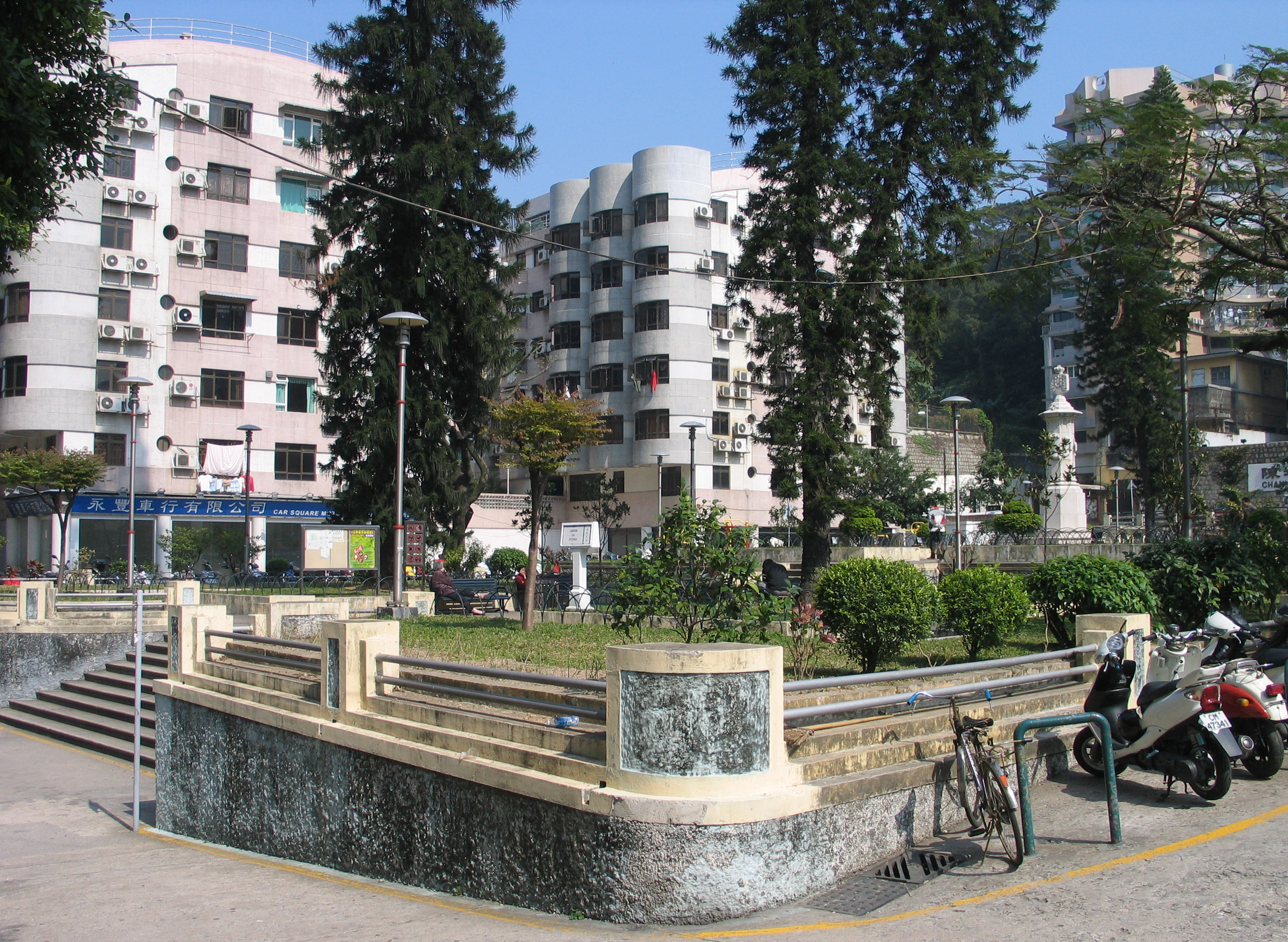
Jardim da Vitória.

Foi inaugurado pelo governo português de Macau em 1871 para celebrar a vitória do país contra a tentativa da ocupação holandesa em junho de 1622. 
Apesar de ser relativamente pequeno, o jardim tem um ambiente agradável, e é bastante popular.
O jardim era outrora conhecido como “Campo dos Arrependidos”, passando depois a chamar-se “Campo da Vitória” e mais tarde “Praça da Vitória”.
O monumento octogonal que encontra-se no centro do jardim, da autoria do famoso escultor e decorador português Rafael Bordalo Pinheiro, tem no topo o escudo português, folhas de loureiro e uma cruz, e, no pedestal, uma inscrição com um excerto da famosa obra Os Lusíadas de Luís de Camões.